# نیالا (خدمات میزبانی اینترنتی)
نیالا (به انگیلیسی: Njalla) یک ارائه دهنده میزبان وب و وی‌پی‌ان و ثبت نام دامنه ناشناس، است که بدست بنیانگذار پایرت بی پیتر سونده بنیان گذاری شده.

## تاریخچه
پیتر سونده این شرکت را در سال ۲۰۱۷ به عنوان یک واسطه بین ثبت کننده دامنه و ثبت نام کنندگان به منظور ارائه ناشناس راه اندازی کرد.
در سال ۲۰۲۰، انجمن صنفی ضبط موسیقی آمریکا و انجمن سینمایی آمریکا، نیالا همچنین شبکه های توزیع محتوا، برنامه‌ها (مانند تلگرام)، میزبانان وب و تبلیغ‌کنندگانی را که با سایت‌های تورنت کار می‌کردند گزارش دادند که به دست دولت ایالات متحده در فهرست سیاه قرار گرفتند.